# Yovanna
Yovanna (nome verdadeiro: Ιωάννα Φάσσου Καλπαξή - Ioanna Fassou Kalpaxi,  Amaliada, 14 de novembro de 1938) é uma cantora e escritora grega, conhecida internacionalmente por ter representado a Suíça no Festival Eurovisão da Canção 1965. 
Começou como cantora de ópera na Academia de Música de Atenas, Yovanna decidiu enveredar pela música pop. Começou a  participar em festivais na Grécia nos finais da década de 1950 e também cantou em outros países, tornando-se muito popular na ex-União Soviética, em particular na República Socialista Soviética da Geórgia
Em 1965, Yovanna representou a Suíça no décimo Festival Eurovisão da Canção, em Nápoles, com a canção "Non, à jamais sans toi" . Foi a última canção a ser interpretada na noite do evento, "Non, à jamais sans toi" terminou em oitavo lugar, entre 18 países participantes.
Yovanna continupou a gravar e cantando, principalmente na Grécia e Alemanha. até aos inícios da década de 1980, quando ela decidiu dedicar-se à escrita. Inicialmente escreveu volumes de poesia, e em 1986 publicou o seu primeiro romance Άντε γεια (traduzido como Adeus Adeus) que foi um bestseller na Grécia e subsequentemente foi feito um filme baseado nesse romance. Até ao momento, lançou sete romances de ficção, alguns dos quais já foram adaptados à televisão. 